# Dwie kobiety (rzeźba)

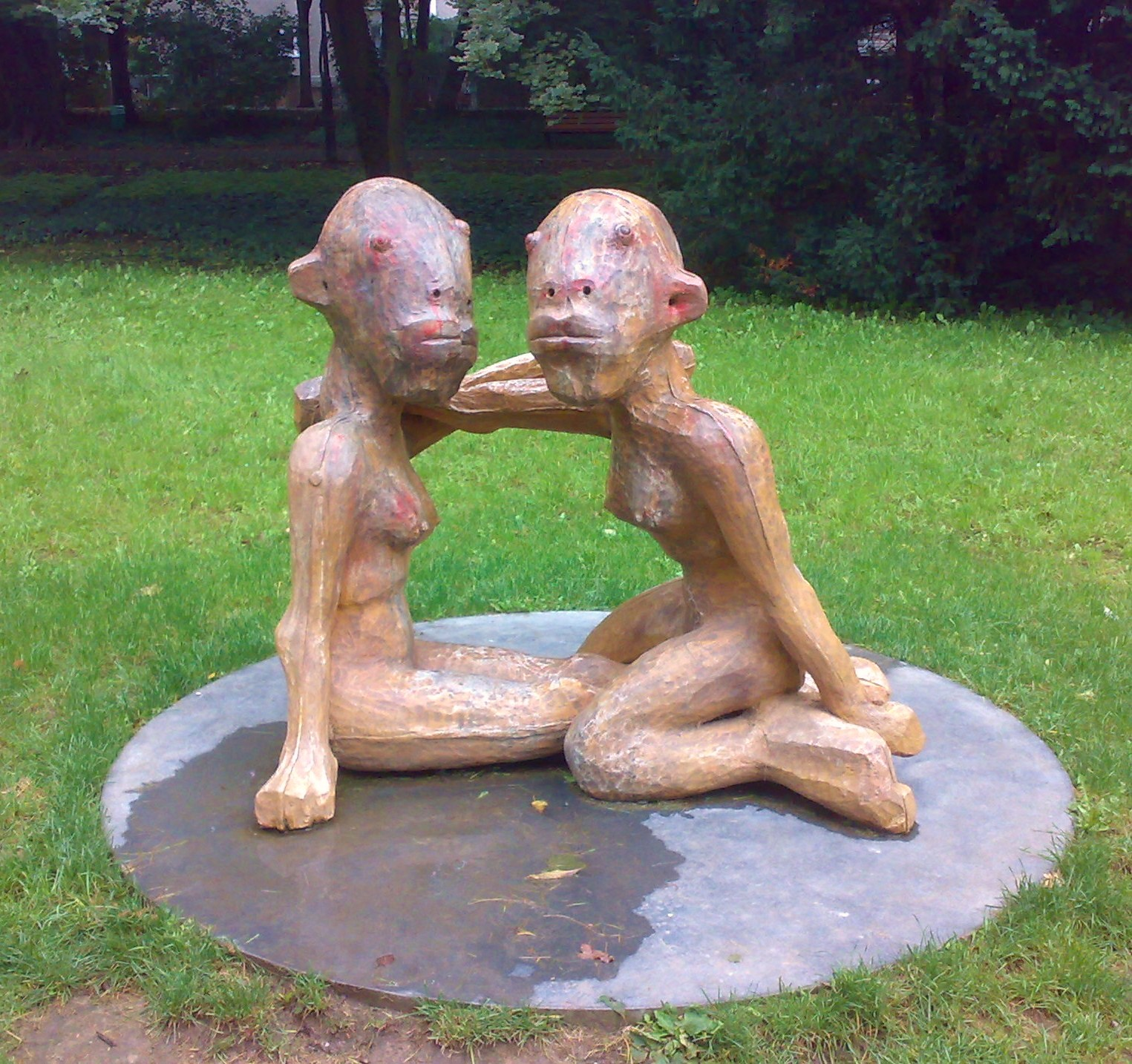
Dwie kobiety

Dwie kobiety – rzeźba plenerowa zlokalizowana w Poznaniu, w północnej części Parku Sołackiego, w pobliżu Stawów Sołackich i ul. Małopolskiej.

## Charakterystyka
Autorem rzeźby jest Sylwester Ambroziak (ur. 1964). Obiekt wzbudził liczne kontrowersje społeczne wśród mieszkańców Poznania. Autor, który ukończył studia plastyczne w pracowni prof. Grzegorza Kowalskiego na warszawskiej ASP, stara się za pomocą swoich realizacji zaintrygować i sprowokować widzów do żywej dyskusji o sztuce. Jego antropomorficzne realizacje bywają uważane za obsceniczne i bluźniercze.
Rzeźba Dwie kobiety pochodzi z 2001 i należy do grupy obiektów nacechowanych fizycznym i psychicznym bólem, przyrównywanych do prac Antoniego Rząsy i Stanisława Kulona. Przedstawia dwie obejmujące się, nagie kobiety o mocno uzwierzęconych rysach twarzy, umieszczone na okrągłym, równym gruntowi, cokole z betonu. Scena nacechowana jest silnym erotyzmem i zmysłowością.
Inicjatorem posadowienia rzeźby było Wielkopolskie Towarzystwo Zachęty Sztuk Pięknych. Obiekt nie został wyposażony w żadną tabliczkę z tytułem lub danymi autora, co sprzyjać może swobodnej interpretacji dzieła. Z uwagi na treść i formę Dwie kobiety były przedmiotem krytyki ze strony części społeczności lokalnej, m.in. przewodniczącej Osiedla Sołacz – Danuty Kańskiej. Były także kilkakrotnie oblewane farbą.
W pobliżu dzieła znajdują się inne interesujące obiekty sołackie – kościół św. Jana Vianneya, poczekalnia tramwajowa oraz plac Orawski.